# George Abbas Kooli D’Arcy
George Abbas Kooli D’Arcy (* 30. Januar 1818 in Paddington, Greater London; † 22. Oktober 1885 in Penzance, Cornwall) war ein Soldat und Kolonialgouverneur des Britischen Weltreiches. Außerdem ist er unter seinem Kürzel G. A. K. D’Arcy bekannt.

## Laufbahn
George Abbas Kooli D’Arcy wurde im Jahre 1818 am Montagu Square im Stadtviertel Marylebone in Paddington, London, als Sohn von Lieutenant Colonel Joseph D’Arcy (1780–1848) und dessen erster Ehefrau Lady Catherine Georgiana D’Arcy (1783–1824), Tochter von John West, 4. Earl De La Warr, geboren. Sein Vater war Major der Royal Artillery, mit der er zusammen mit dem Botschafter und Diplomaten Sir Gore Ouseley, nach Persien kam, um die persische Armee zu reformieren und auszurüsten. Der zu dieser Zeit regierende Schah von Persien, Abbas Kooli Khan, forderte von D’Arcy, seinen erstgeborenen Sohn nach ihm zu benennen. Dessen Wunsch ging Joseph D’Arcy bei der Geburt seines Sohnes jedoch nur teilweise nach, wobei er den Titel des Schah wegließ, ebenso wie den nachstehenden Herrschertitel des Khan. Sein rund zwei Jahre jüngerer Bruder Robert West D’Arcy war ebenfalls als Militäroffizier tätig und verstarb im Jahre 1862 nach einer Rückkehr von Indien. Ein weiterer leiblicher Bruder war Richard Wellesley D’Arcy (1824–1859), der ebenfalls jung verstarb. Zu seinen Halbgeschwistern, sein Vater war danach noch weitere zwei Mal verheiratet, zählen unter anderem Catherine Lucy Jane D’Arcy, John Hyde D’Arcy, Frank Hyde D’Arcy, Joseph William D’Arcy, Josephine Anderson und Laura Dilara.
Mit 21. April 1835 erwarb George Abbas Kooli D’Arcy den Rang eines Ensign beim 59. Infanterieregiments und besuchte das Royal Military College. Er wurde Colonel des 3. West India Regiments und verbrachte einige Jahre in Indien. 1859 wurde er zum Gouverneur von Gambia ernannt. Im Jahr seines Amtsantrittes tobte dort eine Gelbfieberepidemie, eben auch als D’Arcy im September 1859 in Bathurst eintraf. Seine Appelle, einer zusätzlichen Finanzierung um den Ausbruch der Epidemie einzudämmen und die sanitäre Versorgung innerhalb der Kolonie auszubauen, wurden in England abgelehnt. Im Jahre 1861 führte er eine militärische Expedition gegen das Königreich der Baddibu und des Herrschers Jeriba Marong an, die zum Aufstieg zur Macht des Marabout-Führers (Almamy) Maba Diakhou Bâ beitrug. In weiterer Folge schloss D’Arcy im Februar 1863 mit Maba Diakhou Bâ einen Freundschaftsvertrag ab. Seine Versuche, die Situation der Liberated Africans in Bathurst zu verbessern, wurde von lokalen Kaufleuten und Mitgliedern der eigenen Verwaltung unterminiert. Etliche dieser Liberated Africans unterzeichneten daraufhin 1864 eine Petition, in der sie sich dafür einsetzten, dass D’Arcy Gouverneursamt verlängert wurde, obwohl seine Beliebtheit mit dem Jahr 1865 wieder etwas sank. Im Jahre 1866, mittlerweile Lieutenant-Colonel, führte er sein Regiment im Kampf gegen den rebellischen Marabout-Führer Amar Faal in Tubabakolong, auch bekannt unter dem Namen Tubab Kolon, an. Die Garnisonseinheit in Bathurst war zu diesem Zeitpunkt das 4. West India Regiment.
Beim Gefecht führte er sein Bataillon bestehend aus 270 Offizieren und Fußsoldaten, sowie 500 Krieger der Soninke nach Tubabakolong, wobei er die umzäunte Stadt am Nordufer des Gambia am 30. Juni 1866 angriff. Bei der Schlacht um Tubabakolong kam D’Arcy bei einem befestigten Toreingang in arge Bedrängnis und wurde im Kampf von Private Samuel Hodge, einem Westinder, unterstützt, der in weiterer Folge für seine Tapferkeit mit dem Victoria-Kreuz, der höchsten Kriegsauszeichnung des Britischen Weltreiches, ausgezeichnet wurde. Hodge, der bei diesem Kampf schwer verletzt wurde und zahlreiche Schussverletzungen aufwies, konnte sich nicht wieder erholen und starb unter Fieber weniger als ein Jahr später in Belize. Der in Tortola auf den Britischen Jungferninseln geborene Samuel Hodge war bei der Verleihung des Victoria-Kreuzes der zweite Schwarze in der Geschichte, dem diese Ehre zuteilwurde. Nach der Umstrukturierung von Britisch-Westafrika wurde D’Arcy aus dem Amt gewählt und als Gouverneur durch Charles George Edward Patey, CMG, ersetzt, blieb aber weiterhin in dessen Verwaltung.
Nachdem er einige Zeit später in sein Heimatland zurückgekehrt war, wurde ihm im Jahre 1870 das Amt des Gouverneurs der Falklandinseln zuteil, das er bis zu seinem Ruhestand im Jahre 1876 innehatte, ehe er durch Jeremiah Thomas Fitzgerald Callaghan ersetzt wurde, der zum 7. Gouverneur der Inseln im Süden Südamerikas ernannt wurde. In seinem Ruhestand ließ er sich in der kleinen Küstenstadt Penzance in der Grafschaft Cornwall nieder, wo er im Jahre 1885 67-jährig verstarb und dabei gleich alt wie sein 1848 verstorbener Vater wurde.
D’Arcy und sein Helfer Samuel Hodge wurden vom britischen Maler Louis William Desanges gemalt, der auf Gemälde von Soldaten spezialisiert war, die mit dem Victoria-Kreuz ausgezeichnet worden waren.